# Богатырь (сорт яблони)

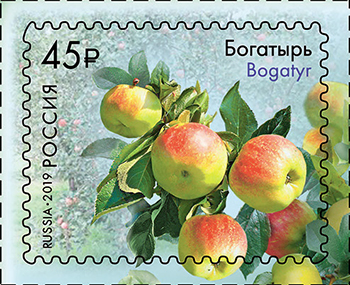
Почтовая марка. 2019 год. Россия

Богаты́рь — сорт яблони домашней (Malus domestica), полученный скрещиванием сортов Антоновка обыкновенная и Ренет ландсбергский во Всероссийском НИИ генетики и селекции плодовых растений им. И. В. Мичурина.
Срок потребления — позднезимний, плоды хранятся до апреля. Зимостойкость средняя. Устойчивость листьев к парше средняя, плодов — выше средней. Урожайность стабильная, высокая (более 90 кг с дерева во взрослом состоянии). В плодоношение вступает на 6—7 год. Столовый.
Дерево высокорослое. Крона округлая или коническая, раскидистая, редкая. Плодоносит в основном на кольчатках, иногда на прошлогоднем приросте.
Плоды довольно крупные (120—200 г), плоскоокруглой формы с широким основанием, слегка скошенные к чашечке. Плодоножка короткая или средней длины, толстая, крепко прикреплённая. Основная окраска кожицы при съёме зеленовато-жёлтая, при хранении желтеющая. На солнечной стороне иногда наблюдается слабый карминовый загар. Мякоть белая, плотная, хрустящая, слабосочная, мелкозернистая, ароматная. Вкус хороший, кисло-сладкий.
На государственном испытании с 1948 года. Включён в государственный реестр в 1971 году по Северо-Западному, Центральному, Центрально-Чернозёмному регионам.
Достоинства сорта: хороший вкус, высокая стабильная урожайность.
Недостатки сорта: средняя зимостойкость, недостаточная устойчивость к парше, низкая скороплодность.